# Stinger
Stinger (znan tudi kot prometni trni, drobilnik pnevmatik, bodičasti trak, uradno znan kot naprava za deflacijo pnevmatik) je naprava, ki preprečuje ali ustavi gibanje na kolesih s prekucevanjem pnevmatik. Na splošno je trak sestavljen iz zbirke od 35 do 75 mm (1,5 do 3 palca) dolgih kovinskih ogrinjal, zob ali konic navzdol. Konice so oblikovane tako, da lahko pnevmatike prebijejo in izravnajo, ko vozilo vozi nad njimi; so lahko odstranljivi, z novimi trni, nameščenimi na trak po uporabi. Konice so lahko votle ali trdne; votli so oblikovani tako, da se odtrgajo in postanejo vgrajeni v pnevmatike, kar omogoča, da se zrak izogne stalni hitrosti, da zmanjša tveganje, da voznik izgubi nadzor in zlom. Eden od tipov je bil sooblikoval Donald Kilgrow, upokojeni potujoči vojak Utah Highway, skupaj z inženirjem. Zgodovinsko so razvoj caltropske, protigavne in protisubavne različice, ki jo je 331 pr. n. št. Uporabljal Darius III proti Aleksandru Velikom pri bitki pri Gaugameli v Perziji.
V Združenih državah je bilo samo v letu 2011 usmrčenih pet policistov. Dallas, policija v Teksasu je med tistimi, ki so jim prepovedane, da jih uporabljajo kot odziv na nevarnosti.
Izkustveno odstranjeni spike so bili izumljeni, da bi zmanjšali nevarnost za policiste, ki jih uporabljajo. Spike trakovi so vgrajeni v nekaj parkirnih ovir za nadzor prometa.
Zasebno poseganje s paličicami je bilo prepovedano v New South Walesu v Avstraliji leta 2003, potem ko je policijsko vozilo uporabilo trak poceni iz jeklene cevi z žeblji. John Watkins, član zakonodajne skupščine New South Wales, je izjavil, da bo dodan prepovedanemu seznamu orožja v New South Walesu.
Po naraščajočih napadih terorističnih vozil, pri katerih se vozilo vozi s hitrostjo pešcev, je bila mreža z jeklenimi trni, ki ju je lahko v dveh minutah napotila manj kot minuto, poročali, da lahko ustavijo vozilo do 17 ton, je bil razvit za preventivno uporabo na javnih prireditvah v Združenem kraljestvu z imenom "Talon". Ima jeklene konice za prebijanje pnevmatik in se zaplete okoli sprednjih koles, zaustavi vozilo. Zasnovan je tako, da zmanjša tveganje za množice, tako da se vozilo premika v ravni črti brez nepredvidljivega krčenja. Prvič je bil uporabljen za zaščito parade 11. septembra 2017.